# Clementine van België

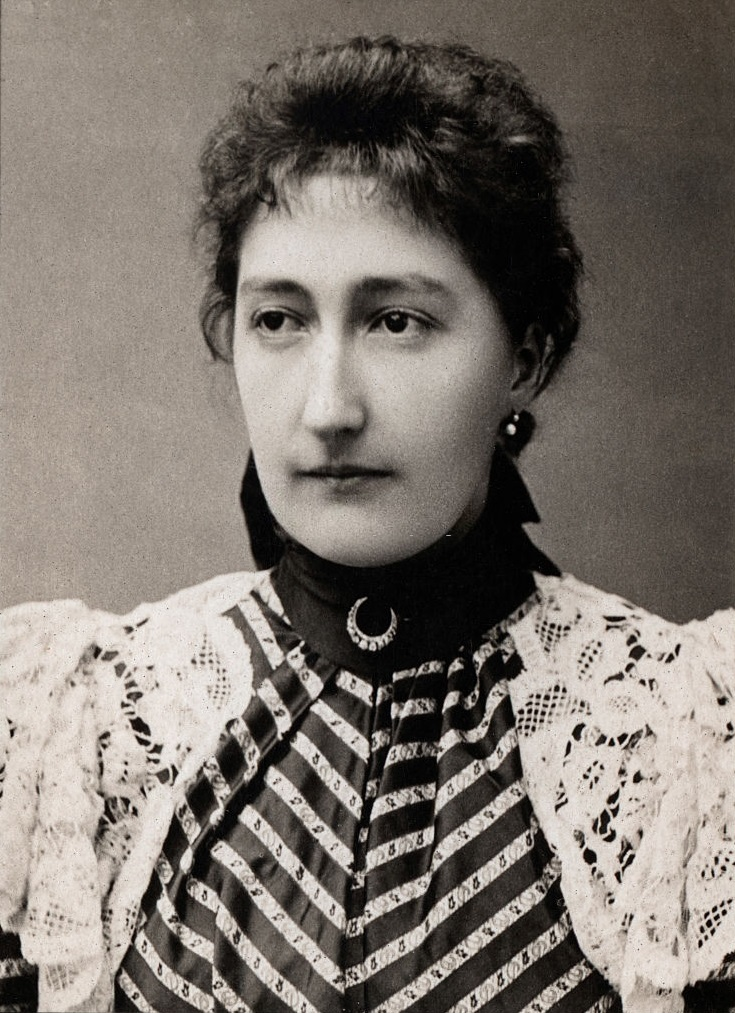
Clementine van België omstreeks 1895

Clementine Albertina Maria Leopoldina van België (Laken 30 juli 1872 - Nice 8 maart 1955) was een Belgische prinses.
Zij was de jongste dochter van de Belgische koning Leopold II en koningin Maria Hendrika. Zij was veel jonger dan haar twee oudere zussen (Louise en Stefanie). Haar vader dwong haar om aan zijn zijde allerlei representatieve taken te verrichten nadat haar moeder in 1902 was overleden. Dat leidde ertoe dat ze op relatief late leeftijd trouwde.
Dat was op 14 november 1910, Leopold II was net een jaar dood,  en wel met Napoleon Victor Bonaparte, de stamhouder van de familie Bonaparte.
Uit het huwelijk kwamen twee kinderen voort:
- Marie Clotilde (1912-1996)
- Lodewijk (1914-1996).